# Лубанский край
Лу́банский край (латыш. Lubānas novads) — бывшая административно-территориальная единица на востоке Латвии, в историко-культурной области Видземе. Край состоял из Индранской волости и города Лубана, который являлся центром края.
Край был образован 1 июля 2009 года из части расформированного Мадонского района.
Площадь края составляла 225,7 км². Граничил с Мадонским, Гулбенским, Ругайским и Балвским краями.
В 2021 году в результате новой административно-территориальной реформы Лубанский край был упразднён.

## Национальный состав
Национальный состав населения края по итогам переписи населения Латвии 2011 года:
| Национальность | Численность, чел. (2011) | %        |
| -------------- | ------------------------ | -------- |
| Латыши         | 2463                     | 97,08 %  |
| Русские        | 44                       | 1,73 %   |
| Белорусы       | 10                       | 0,39 %   |
| Украинцы       | 4                        | 0,16 %   |
| Поляки         | 4                        | 0,16 %   |
| Литовцы        | 7                        | 0,28 %   |
| Другие         | 5                        | 0,20 %   |
| всего          | 2537                     | 100,00 % |

## Территориальное деление
- город Лубана (латыш. Lubānas pilsēta)
- Индранская волость (латыш. Indrānu pagasts)